# جاكلين هاريسون
جاكلين هاريسون هي لاعبة كرلنغ كندية، ولدت في 28 يوليو 1978 في نياجارا فولز في كندا.